# Klodian Duro
Klodian Duro (ur. 21 grudnia 1977 w Tiranie) – albański piłkarz, reprezentant kraju, który występował na pozycji pomocnika.

## Kariera klubowa
Jego pierwszym klubem był KF Elbasani, gdzie w latach 1996–1998 rozegrał 44 spotkań. 7 razy wpisywał się na listę strzelców. Następnie grał również w SK Tirana, ponownie w KF Elbasani oraz we Vllaznii Szkodra.
W 2002 roku został piłkarzem tureckiego Samsunsporu. W 9 meczach nie zdobył bramki. Rok później przeniósł się do Malatyasporu. Tu grał częściej – 18 meczów i 3 gole. Potem na krótko powrócił do kraju, gdzie występował w drużynie Partizani Tirana. Niedługo później znów grał w Turcji – tym razem w Çaykurze Rizespor.
W 2004 roku otrzymał szansę gry w Bundeslidze, bowiem podpisał kontrakt z Arminią Bielefeld. W 19 spotkaniach nie trafił do siatki rywala. Rok później przeszedł do zespołu SK Tirana. W ciągu trzech lat rozegrał 84 mecze i strzelił 25 bramek. Natomiast strzelając 25 bramek w sezonie 2007/2008 zajął 5. miejsce w klasyfikacji na najlepszego strzelca ekstraklasy albańskiej. W 2008 roku trafił do cypryjskiej Omonii Nikozja. W 26 spotkaniach zdobył 6 goli. Miał również okazję występować w Pucharze UEFA.
W następnym roku został zawodnikiem Apollonu Limassol.

## Kariera reprezentacyjna
Klodian Duro jest również wielokrotnym reprezentantem Albanii. Dwukrotnie grał przeciwko Polsce – 29 maja 2005 w przegranym 0:1 spotkaniu towarzyskim przebywał na boisku przez 77 minut, natomiast 27 maja 2008 grał całą pierwszą połowę w również przegranym 0:1 meczu towarzyskim.

## Życie prywatne
Brat Alberta, również piłkarza.